# Sławięcice
Sławięcice (in tedesco Slawentziz e Ehrenforst) è una frazione polacca della città di Kędzierzyn-Koźle, nel voivodato di Opole, nel distretto di Kędzierzyn-Koźle.

## Storia

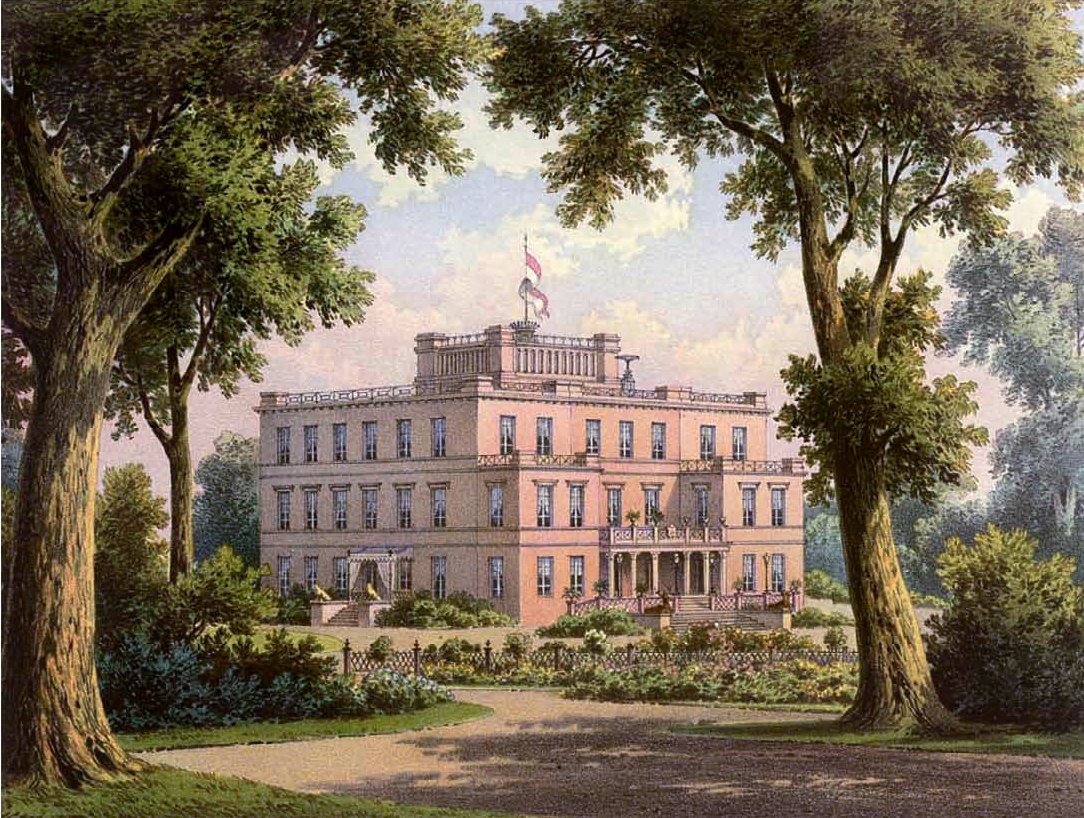
Palace Slawentzitz, around 1860, Edition by Alexander Duncker

Durante la seconda guerra mondiale nei pressi della cittadina venne eretto un insieme di campi di lavoro nazista noto come Blechhammer.
Nel 1975 la città venne unita a Kędzierzyn, Koźle e Kłodnica per formare la città di Kędzierzyn-Koźle.